# Saint Edmund Hall
St Edmund Hall es uno de los colleges que constituyen la Universidad de Oxford en Inglaterra. Dentro de la universidad se le conoce afectivamente por su mote, “Teddy Hall”. El college dice ser “la más antigua sociedad académica para la educación de cualquier universidad”. Para 2018 St Edmund Hall College tuvo un presupuesto estimado en 58 millones de libras.

## Historia
Como el resto de la Universidad de Oxford, la fecha precisa de la fundación del college es desconocida, pero generalmente se estima que fue en 1278. El college tiene este nombre en honor a San Edmundo de Abingdon, Oxfordshire, el primer Master of Arts conocido y el primer Arzobispo de Canterbury educado en Oxford, que vivió y enseñó en el lugar del college.
St Edmund Hall tomo vida como uno de los aularios más antiguos de Oxford, los salones medievales que condujeron a la fundación de la Universidad, anteriores a la fundación de cualquier college. Como el único de los "halls" o aulas medievales que queda en pie, sus miembros son conocidos como “aularios”. St Edmund Hall adoptó estatuto de college en 1957, aunque mantuvo su antigua denominación de Hall.
El college tiene una historia de enseñanza independiente, que ha entrado en conflicto tanto con el estado como con la Iglesia. Durante finales del siglo XIV y principios del XV, era un bastión de la herejía Wyclif, por lo que el director William Taylor fue quemado en la hoguera, y el otro director Meter Payne dejó el país. En el siglo XVII, sufrió la ira de la corona por fomentar a los injuriosos, personas que apoyaban a la Casa Escocesa de los Estuardo y se negaban a aceptar a la casa de Hannover, ya que consideraban a esta última usurpadora de la Corona británica.

## Localización y edificios
St Edmund Hall se encuentra en un terreno central al norte de High Street. El patio frontal está bordeado por los aposentos, el antiguo comedor (1659), el bar del college (que contiene la antigua chimenea de mediados del siglo XV), la antigua capilla (finales del siglo XVII), ahora convertida en biblioteca, y habitaciones para estudiantes y maestros. En el medio del patio (quad) hay un pozo medieval. Unos pasadizos que salen del patio dan acceso a la biblioteca del college y a los jardines al norte; y a moderno bloque de habitaciones al este.